# Festuca dichoclada
Festuca dichoclada är en gräsart som beskrevs av Pilg.. Festuca dichoclada ingår i släktet svinglar, och familjen gräs.
Artens utbredningsområde är Peru. Inga underarter finns listade i Catalogue of Life.